# Karl Böttcher (Architekt)
Karl Gustav Wilhelm Böttcher (* 27. März 1904 in Berlin-Friedrichshain; † 6. September 1992 in Mülheim an der Ruhr) war ein deutscher Architekt und Hochschullehrer. Er war nach Kriegsende in Berlin für die Beseitigung der Kriegstrümmer und Wiederaufbaumaßnahmen verantwortlich.

## Leben und Wirken
Karl Böttcher wurde 1904 in Berlin-Friedrichshain als Sohn eines Maurer-Poliers geboren. 1917 wurde er für sechs Monate zu entfernt verwandten Großbauern geschickt. Anschließend absolvierte er von 1918 bis 1921 eine dreieinhalbjährige Maurerlehre und besuchte, damit überschneidend, von 1920 bis August 1924 die Baugewerkschule in Berlin. Im selben Abschlussjahrgang war auch Sergius Ruegenberg.
In seiner ersten Stelle bei einer Heizungsfirma hatte er es mit Warmluftheizungen zu tun. Das Beschäftigungsverhältnis endete im November 1925. Ab Februar 1926 arbeitete er für ein Jahr im Büro von Architekt Johann Emil Schaudt. Er plante dort Kaufhausumbauten und war örtlicher Bauleiter eines umfangreichen Umbaus des Seidenhauses Michels an der Ecke Kurfürstendamm/Rankestraße. Das Ergebnis seiner Maßnahmen wurde hinsichtlich der Raumorganisation und noch mehr hinsichtlich der Lichtverhältnisse in der Berliner Presse gelobt.
Im März 1927 stellte ihn Hugo Häring, Sekretär der Architektenvereinigung „Der Ring“, an. Auf diesem Wege lernte er unter anderem Hans Scharoun und Ludwig Hilberseimer kennen. Er widmete sich Neubauten, Landhäusern und wieder einem Kaufhaus, dann der Großsiedlung Siemensstadt in Charlottenburg-Nord mit 432 Wohnungen für die Baugesellschaft an der Heerstraße, errichtet in den Jahren von 1928 bis 1930. Teilbeauftragungen gingen außer an Scharoun und Häring an Otto Bartning, Walter Gropius und Andere, Konstruktion und Bautechnik wurden von Böttcher mitbestimmt.
Auf eine kurze erwerbslose Phase und vier Monate als Maurer folgte von August 1933 bis Januar 1936 eine langfristige Tätigkeit im privatwirtschaftlichen Baugewerbe und eine bis Juni 1937 andauernde Zwischenlösung in einem Bauverein, denn darauf fand er wieder in einer Firma der Baubranche Arbeit, nämlich von Juni 1937 bis April 1945. Verhandlungen mit Bauherren und Behörden gehörten ebenso zu seinen Aufgaben wie Konstruktionsentwürfe, Bauaufsicht, Statikberechnungen, Kalkulationen und Abrechnungen. 1941/42 lag sein Schwerpunkt auf Industrie- und Gewerbebauten wie der Anton-Flettner-Flugzeugwerkhalle in Berlin-Johannisthal, der Autoreparaturhalle in Berlin-Marienfelde und einer Maschinenfabrik in Berlin-Rudow. 1943 bestand er die Baumeisterprüfung.
Unmittelbar nach Kriegsende nahm er im Mai 1945 eine Stelle beim Magistrat von Groß-Berlin an. Er leitete das soeben gegründete „Hauptamt für Baustoffe“, das bald wegen wachsender Aufgaben zum „Hauptamt für Aufbau-Durchführung“ wurde. Er arbeitete dabei eng mit Hans Scharoun zusammen, der im Magistrat als Leiter der Abteilung Bau- und Wohnungswesen fungierte. Seine Aufgaben lagen in der Enttrümmerung und dem Wiederaufbau der darniederliegenden Stadt, damit verbunden die Baustoffbeschaffung, aber auch eine wo immer mögliche Demontageverhinderung sowie aufgrund des benötigten Personals zur Durchführung der Aufbaumaßnahmen die Erarbeitung von Umschulungsregularien.

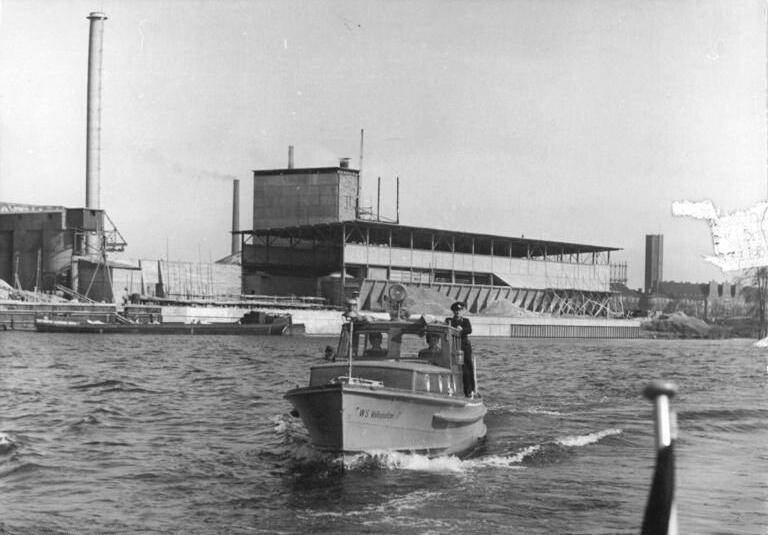
Hydromentwerk Rummelsburg

In seinem Artikel Trümmerberge stellen Probleme in der Berliner Zeitung vom 13. Oktober 1945 benannte Böttcher die Wiederverwertung wertvoller unter Trümmern liegender Stoffe als Notwendigkeit, sorgte sich um die Beschaffung von neuwertigem Baumaterial und formulierte Lösungsansätze. Er erreichte, dass eine „Trümmerverwertungsgroßanlage“ schnell in Betrieb genommen werden konnte. Seine Auslotung von Kunststoff-Einsatzmöglichkeiten führte zur Entwicklung des „Kunststoffmontagehauses“. Außerdem erfand er ein neues Bindemittel unter Einsatz von Verbrennungsrückständen aus dem nahen Heizkraftwerk („Klingenbergasche“) und initiierte die Errichtung dessen Produktionsstätte unter der Bezeichnung „Hydromentwerk“.
Eine durch Intrigen erwirkte Amtsenthebung im März 1946 bedingte einen sofortigen Wechsel in die sich gerade konstituierende Bauwissenschaftliche Forschungs- und Entwicklungsstelle. Trotz Rehabilitierung quittierte Böttcher im März 1947 seinen Dienst beim Magistrat der Stadt Berlin. Er beschränkte sich nun auf seine beiden Nebentätigkeiten: Zum einen war dies ein Lehrauftrag an der TU Berlin im Lehrgebiet „Neue Baustoffe und ihre Entwicklung“ (insgesamt von 1946 bis 1949, später von 1951 bis 1958 unterrichtete er das Fach Bautechnik an der Werkakademie Kassel), zum anderen hatte ihn die amerikanische Militärregierung, das Office of Military Government for Germany (U.S.) (OMGUS), im September 1946 als Berater in Baufragen angeworben.
Im März 1948 gab er die Beratertätigkeit beim OMGUS auf, weil Scharoun die Bildung eines Instituts für Bauwesen an der Deutschen Akademie der Wissenschaften zu Berlin in die Wege geleitet hatte. Hans Scharoun selbst wurde der Direktor des Instituts, während Karl Böttcher die Abteilungsleitung „Baustoffe und Baukonstruktionen“ übertragen bekam.
Ab 1951 wirkte Böttcher als selbstständiger Architekt und als Projektmitarbeiter bei Scharoun, bei Ruegenberg und anderen Fachkollegen. Erwähnenswert sind die Erweiterung  des Titania-Palastes in Berlin-Steglitz (entworfen von Hermann Fehling), 1953 und das Klimatechnik-Wohnhaus für Hans Leistikow in Kassel (Heinrich Lauterbach, 1951).

## Publikationen
Karl Böttcher verfasste zahlreiche Fachaufsätze in Architektur- und Handwerksfachzeitschriften, zum Beispiel Das Montagehaus als soziale Notwendigkeit (1947), Hugo Häring und die Technik (1957), Das Bauklima (1957), Spannung und Farbdynamik als Sachelemente des modernen Bauens (1962). Insbesondere in seiner Zeit beim Magistrat schrieb er auch Zeitungsartikel und hielt Rundfunkansprachen. Er gab eine Bautechnische Lose-Blattsammlung heraus (ab 1945) sowie Bautechnische Bemessungstafeln (1953), ein Taschenbuch für Bauleiter (1966 und 1967) und einen Arbeitskalender für Baupoliere (ebenfalls 1966 und 1967). Für das Brockhaus-Lexikon (1951 bis 1975) und den Ableger Brockhaus der Naturwissenschaften und der Technik (1955) lege er Artikel im Bereich „Baustoffkunde“ an.
In seinem Buch Karl Böttcher. Architekt. Bericht über meine Arbeit, das 1990 als „zweites Beihefte zum Projekt Geschichte des Berliner Mietshauses im Forschungsschwerpunkt Theorie und Geschichte von Bau, Raum und Alltagskultur des Fachbereichs Architektur der Hochschule der Künste“ erschien (ISBN 3-924206-06-6) berichtete er über seinen Werdegang, seine Kontakte und Projekte. Als Kooperationspartner von namhaften Architekten, sozusagen als „Mann fürs Grobe“, findet er kaum Erwähnung, wenn es um die „Urheberschaft“ von Bauten geht oder als Gegenstand von Sekundärliteratur. Eine Ausnahme stellt das Buch von Joachim Ganzert und Katrina Obert dar: „Neues bauen“ in Biberach/Riß – das Haus Mettenberger Weg 17. Guido Schmitz – Hugo Häring – Karl Böttcher (= Beiträge zur Architektur- und Kulturgeschichte Band 5), erschienen 2010 im Petersberger Imhof Verlag (ISBN 978-3-86568-578-0).